# Carinotetraodon
Carinotetraodon é um género onde estão localizados os menores baiacus do mundo. São originários do sudeste asiático e possuem grande valor comercial na aquariofilia.

## Espécies
- Carinotetraodon borneensis (Regan, 1903), Baiacu de olhos vermelhos de bornéu
- Carinotetraodon imitator Britz & Kottelat, 1999, Falso baiacu anão
- Carinotetraodon irrubesco Tan, 1999, Baiacu de cauda vermelha
- Carinotetraodon lorteti (Tirant, 1885), Baiacu de olhos vermelhos
- Carinotetraodon salivator Lim & Kottelat, 1995, Baiacu listrado de olhos vermelhos
- Carinotetraodon travancoricus (Hora & Nair, 1941), Baiacu anão

## Referencias
- Aqualog: The puffers of fresh and brackish waters (Ebert, Klaus) ISBN 3-931702-60-X